# 사뵬롭스카야역 (세르푸홉스코 티미랴젭스카야선)
사뵬롭스카야역(러시아어: Савёловская)은 모스크바 지하철 세르푸홉스코 티미랴젭스카야 선의 역이다.

## 역사
사뵬롭스카야 역은 1988년 12월 31일에 개장했다.

## 지리
사뵬롭스카야 역 인근에는 사뵬롭스키 철도 터미널이 자리잡고 있다. 사뵬롭스카야 역으로 나가면 부티르스카야 거리와 노보슬로보드스카야 거리로 나올 수 있다.

## 환승
사뵬롭스카야 역에서는 볼샤야 콜체바야 선과 칼리닌스코 솔른쳅스카야 선의 사뵬롭스카야 역으로 환승할 수 있다.